# アーサー・マスティック・ハイド

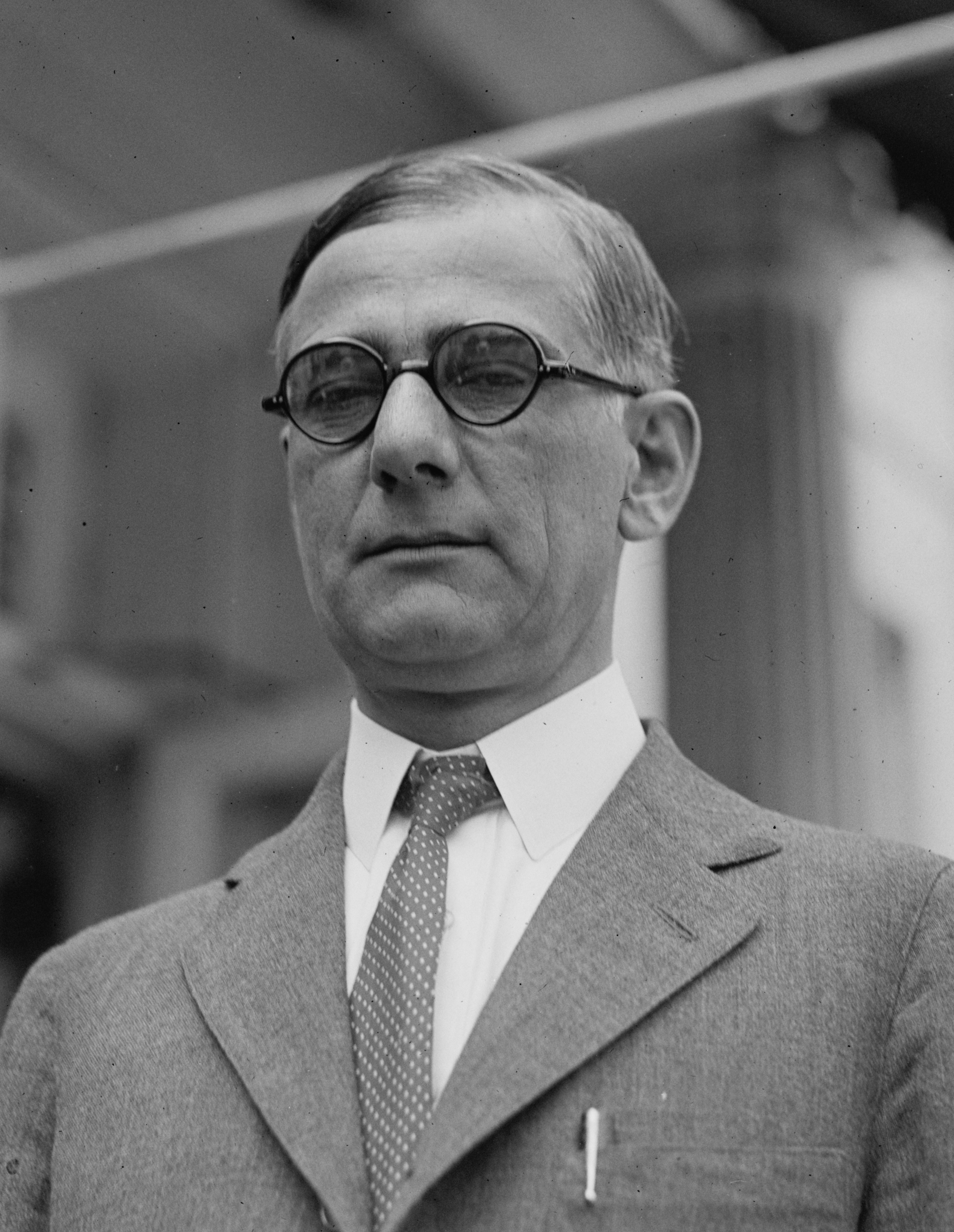
アーサー・マスティック・ハイド

アーサー・マスティック・ハイド（Arthur Mastick Hyde, 1877年7月12日 - 1947年10月17日）は、アメリカ合衆国の政治家。共和党に所属し、第35代ミズーリ州知事および第10代アメリカ合衆国農務長官を務めた。

## 生い立ちと初期の経歴
アーサー・マスティック・ハイドは1877年7月12日にミズーリ州プリンストンにおいて誕生した。ハイドはオハイオ州のオベリン・アカデミーで初等教育を受けた。ハイドはミシガン大学へ進学し、1899年に学士号を取得した。ハイドはミシガン大学在学中、友愛会デルタ・ウプシロンに所属した。ハイドは続いてアイオワ大学に入り、1902年に法学博士号を取得した。アイオワ大学卒業後、ハイドはミズーリ州トレントンにおいて弁護士として独立開業した。

## ミズーリ州での政治

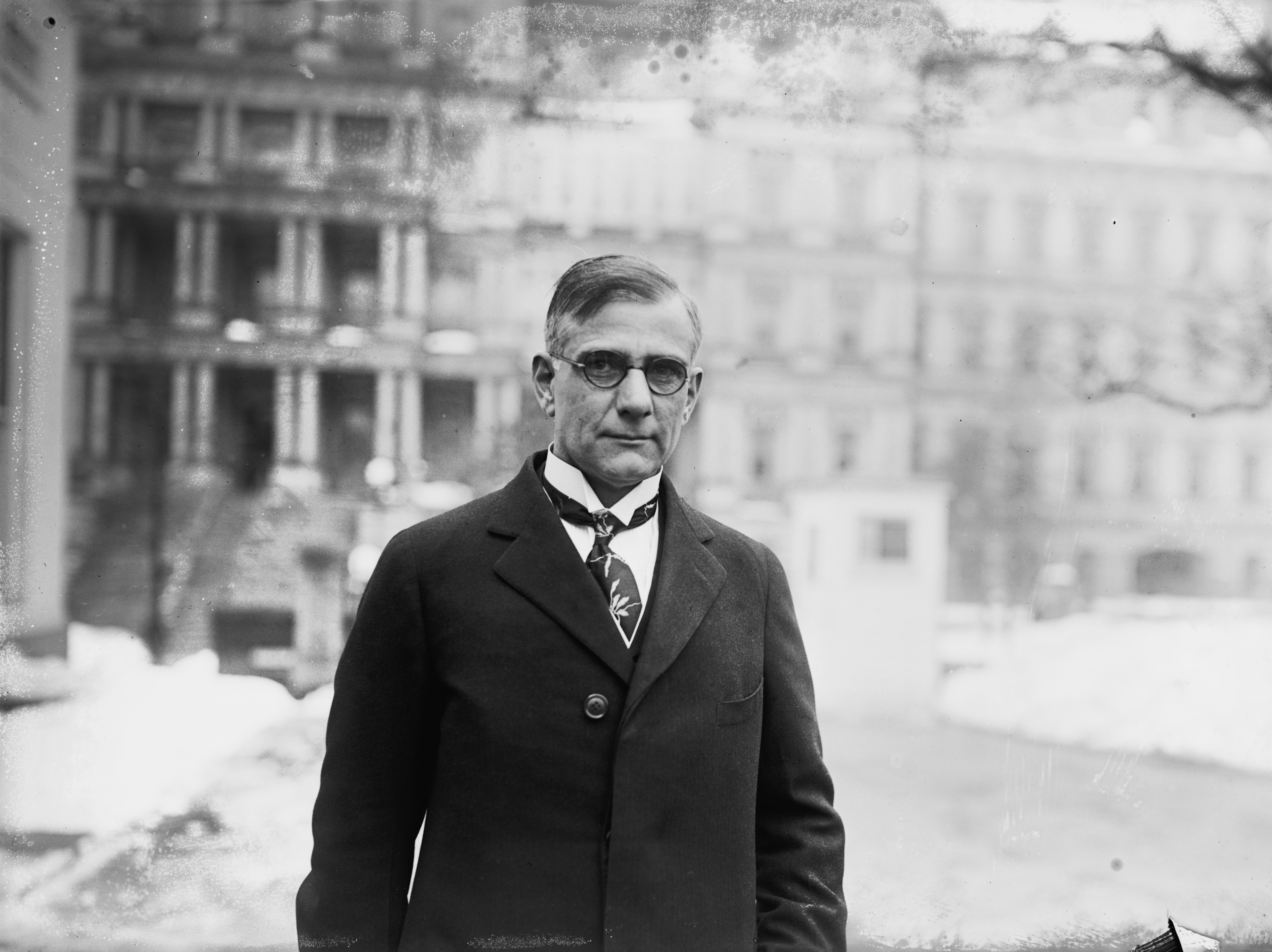
州知事時代のハイド

ハイドは1910年にミズーリ州トレントンで市長に選出され、政治への関与を開始した。1920年、ハイドは共和党からミズーリ州知事選挙への立候補を打診され、それを受諾した。ハイドは同年11月2日の一般選挙で勝利し、1921年1月10日に州知事に就任した。在任中、ハイドは州政府機関の再編を図り、権限を少数の省庁に集約した。ハイドは州の税制改革を実施し、財政状況を改善した。ハイドは州政府機関で女性が働くことを容認した。ハイドは公的教育を勧奨した。ハイドは州立公園の整備を行った。1925年1月12日、ハイドは任期の満了に伴い州知事を退任した。

## アメリカ合衆国農務長官

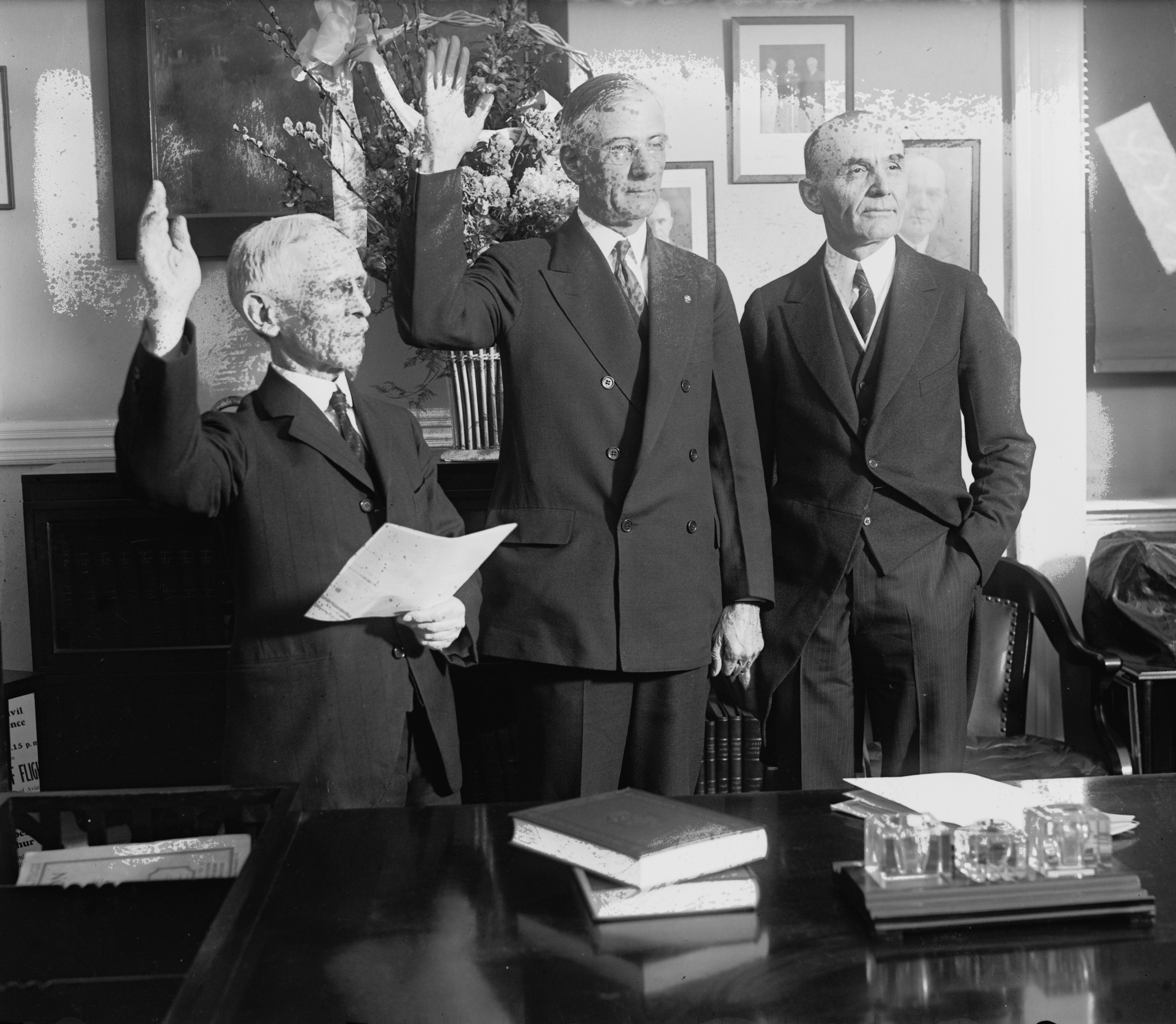
農務長官への就任宣誓を行うハイド

1929年3月にハーバート・フーヴァー政権が発足すると、ハイドは農務長官に起用された。ハイドの在任中、農場価格の下落が発生した。その結果、株式相場は暴落し、経済状況は減衰した。ハイドはフーヴァー大統領の任期満了となる1933年3月まで農務長官を務めた。

## 晩年
1947年10月17日、ハイドはニューヨーク州ニューヨークにおいて死去した。ハイドの遺体はミズーリ州トレントンのオッド・フェローズ墓地に埋葬された。

## 家族
アーサー・マスティック・ハイドの父親は連邦下院議員アイラ・バーンズ・ハイド、母親はカロライン・マスティック (Caroline Mastick) であった。ハイドは1904年10月19日にホーテンス・カラーズ (Hortense Cullers) と結婚した。ハイドはホーテンスとの間に、子供を1人もうけた。